# NGC 77
NGC 77 ist eine elliptische Galaxie vom Hubble-Typ E/S0 im Sternbild Walfisch südlich des Himmelsäquators. Sie ist schätzungsweise 846 Millionen Lichtjahre von der Milchstraße entfernt und hat einen Durchmesser von etwa 100.000 Lj.

Im selben Himmelsareal befinden sich u. a. die Galaxien NGC 65 und NGC 66.
Das Objekt wurde im Jahr 1886 von dem Astronomen Frank Muller entdeckt.